# Вулиця Григорія Сковороди (Житомир)
Вулиця Григорія Сковороди — вулиця в Богунському районі міста Житомира.     
До того мала назву на честь російського письменника Чехова Антона Павловича.    

## Характеристики

### Розташування
Розташована у північно-західній частині міста. Бере початок у кутку, південніше перехрестя з вулицею Короленка. Прямує на північ, завершуючись перехрестям з Новопівнічною вулицею.    
Початок вулиці, до перехрестя з вулицею Короленка розташований на Охрімовій Горі. Відрізок між вулицею Короленка та Метеорологічним провулком — історична місцевість Рудня.     
Вулиця Чехова перетинається з вулицями Короленка, Лесі Українки, Новосінною та Метеорологічним провулком. Від вулиці Чехова беруть початок 1-й та 2-й провулки Чехова, 2-й Метеорологічний провулок.    
У трубопроводах вулицю перетинає річка Коденка (орієнтовно біля будинку № 10).    

### Транспорт
На ділянці між Новосінною та Новопівнічною вулицями курсують тролейбус та маршрутні таксі, облаштовані зупинки громадського транспорту.      
Вулиця з двостороннім рухом транспорту. Ділянка між вулицями Новосінною та Новопівнічною — чотирисмугова. На цій ділянці наявні хідники. Решта вулиці — двосмугова. Ділянка між вулицею Короленка та 1-м провулком Чехова — односмугова, з шириною проїзджої частини до 4 м. Хідники відсутні.     

### Забудова

#### Східний бік (парні номери будинків)
Від початку вулиці до вулиці Лесі Українки — переважно п'яти- та дев'ятиповерхові багатоквартирні житлові будинки 1960 —1991 рр. побудови; від вулиці Лесі Українки до Метеорологічного провулка переважають садиби 1950-х років побудови; від Метеорологічного провулка до Новопівнічної вулиці — садибна житлова забудова, що склалася до початку ХХ століття.     

#### Західний бік (непарні номери будинків)
Від початку до вулиці Короленка — промислова. Від 1-го провулку Чехова до Метеорологічного провулка — садибна (середини ХХ ст.) Від Метеорологічного провулка до Новопівнічної вулиці переважають садиби, збудовані до поч. ХХ ст.     

#### Установи
№ 35 — Житомирська приватна гімназія «Ор-Авнер» Житомирської області.

## Історія
Найстарішою ділянкою сучасної вулиці Чехова є ділянка від початку до вулиці Короленка, в районі Охрімової Гори. Відома у 1781 році як Звивиста вулиця та пролягала від Трипільської вулиці до вулиці Короленка. Ділянка сформувалася в середині XVIII ст.
Генеральним планом міста середини ХІХ ст. передбачалася вулиця, що з'єднає Трипільську вулицю із запроєктованою Північною. Згідно з показниками, закладеними генпланом, почала формуватися вулиця на ділянці між Саноцьким провулком (нині Метеорологічний) та Північною вулицею (нині Новопівнічна).       
У 1870-х роках отримала назву Дубенська вулиця — на честь одного з повітових центрів Волинської губернії Дубно. Упродовж кінця ХІХ — першої половини ХХ ст. існувало дві ділянки Дубенської вулиці: до Руднянської вулиці — збережена ділянка стародавньої Звивистої вулиці; від Саноцького провулку до Північної вулиці — ділянка, що формувалася з показниками згідно з генпланом.       
До 1950-х років запроєктована ділянка вулиці між нинішніми Метеорологічним провулком та вулицею Короленка не була прорізана, оскільки місцевість, де мала відбутися ця частина вулиці, являла собою заболочену місцевість берегів річки Коденки, навколо якої розкинулися сади й городи, що існували довкола наявної садибної забудови Руднянської вулиці та Саноцького провулку.      
У 1920-х роках на місці колишніх цегельні (відома з плану Житомира 1781 року) і військових казарм був заснований обозний завод, що згодом перетворився на механічний.      
У 1930-х роках Дубенській вулиці надано нову назву вулиця Чехова.     
З 1950-х років садибними (індивідуальними) житловими будинками почала забудовуватися ділянка вулиці між Метеорологічним провулком та вулицею Короленка. Хоча вулиця забудовувалася у параметрах, подібних до проєкту, вздовж цієї ділянки вулиці не були влаштовані хідники, а наявна садибна забудова вулиці Короленка не дала змогу вулиці Чехова вийти на вулицю Короленка, тому для з'єднання з вулицею Короленка було прокладено вузький провулок, ширина якого не перевищує 4 м.     
У 1970-х роках розпочалася багатоповерхова житлова забудова. На початку вулиці (стародавній вулиці Звивистій) побудовано п'ятиповерхові багатоквартирні житлові будинки. У 1973 році у багнистому пониззі колишньої річки Коденки побудовано п'ятиповерхівку № 10. У 1991 році на розі з вулицею Лесі Українки побудовано дев'ятиповерховий житловий будинок.     
Наприкінці 2016 року по Новосінній вулиці відкрито тролейбусну лінію у напрямку мікрорайону Хмільники, запроєктовану ще у 1980-х роках. З початку 2017 року по новозбудованій тролейбусній лінії почав курсувати тролейбус за маршрутом № 7, невдовзі додано маршрут № 8.
У 2023 році Рішенням Житомирської міської ради вулиця Чехова перейменована на вулицю Григорія Сковороди. В процесі проведеного громадського обговорення у формі електронної консультації, більшість опитаних (59,1%) підтримали дану назву. За повернення історичної назви вулиці (Дубенська вулиця) — 40,7% опитаних.